# Пассмур, Уильям
Уильям Томас Пассмур (англ. William Thomas Passmore; 6 сентября 1882, Сент-Луис, Миссури — 9 мая 1955, Сент-Луис, Миссури) — американский игрок в лакросс, серебряный призёр летних Олимпийских игр 1904 года.
На Играх 1904 года в Сент-Луисе Пассмур входил в состав сборной США. Его команда сначала выиграла у индейцев могавков, но затем проиграла канадской сборной и получила серебряные медали.
Вместе с ним на Играх выступал его брат Джордж Пассмур.